# Wolfgang Heichele
Wolfgang Heichele (Pseudonym Luca Barro) (* 10. August 1968 in Friedberg (Bayern)) ist ein deutscher Musikproduzent und Komponist. Seine Schwerpunkte liegen neben Ambient-, Chillout- und Popmusik im Bereich Film- und Werbemusik.

## Musikalisches Wirken
Nach ersten Erfolgen mit Cosmic-, Afro- und Freestyle-Titeln in den frühen 1990er Jahren gelang im Jahre 2001 der erste Charterfolg mit der Girlie-Band Fishing for compliments in Coproduktion mit Achim Kleist und Wolfgang von Webenau. Der Song Teenager in Love erreichte Platz 65 der deutschen Singlecharts. Während Produktionen u. a. mit T7 (Ex-Sängerin der Gruppe Mr. President) oder Enie van de Meiklokjes nur mittlere Erfolge brachten, gelang Wolfgang Heichele 2002 sein bisher größter Erfolg mit dem Titel You better not come home, den er für die deutsche Band Bro’Sis schrieb. Die LP erreichte neben Platz 1 auch Platin-Status und war 39 Wochen in den Charts.
Mittlerweile leitet Wolfgang Heichele die Produktionsfirma fdb-tronics. Zu den bekanntesten Projekten zählen u. a. Cafe Americaine, Cocogroove oder Bay Area, die von Manifold Records vertrieben werden. Das Unternehmen ist zudem in den Bereichen Film- und Werbemusik sowie Synchronisation tätig.

## Produzierte Projekte und Künstler
- Die Herren der Lage
- Janina - Terranova
- Djibooti
- Freeky Boyz
- Doc Savage
- Superfly
- Quarterback
- Ricky D.
- Karimba
- Swing Inc.
- The Mambo Rebels
- Buff
- Randy Mikels
- Fishing for Compliments
- Bro’Sis
- Max Raabe
- T7
- Cafe Americaine
- Cocogroove
- Thermodynamics
- Bay Area
- Moon Patrol
- Panafrican Project
- Phonotronic